# NRV Alliance
Le NRV Alliance (A 5345) est un navire océanographique appartenant à l'OTAN et exploité par la Marina Militare en tant que navire de recherche de l'OTAN et appartenant au Centre for Maritime Research and Experimentation à La Spezia en Italie. Le navire a le statut de navire auxiliaire de la Marina Militare

## Histoire
Construit au chantier naval Fincantieri de Lerici à La Spezia, le navire a été pris en charge le 15 avril 1988 par le commandement allié Atlantique, sous pavillon allemand. Le 31 décembre 2015, le drapeau allemand a été rapatrié et Alliance a été officiellement transférée sous pavillon naval italien le 9 avril 2016. 
L'Alliance est commandé pour le compte de l'OTAN par la Marina Militare dans le cadre d'un protocole d'accord signé le 22 décembre 2015. Le 23 décembre 2015 il a été mis sous pavillon italien et depuis le 31 mars 2016, sous celui de l Marina Militare.

## Mission
Le NRV Alliance a pour fonction de mener un vaste gamme de tâches de recherche acoustique et océanographique et de technologie d’ingénierie pour le compte de l’ OTAN, de la Marina Militare et d’organisations tierces lorsqu’elles participent à des explorations dans les eaux internationales. 
Un soin particulier a été apporté à la conception et à la construction pour créer une plate-forme de recherche polyvalente, adaptable aux besoins du Centre et réduisant le bruit au minimum, afin de minimiser les interférences avec les travaux de recherche.

### Note et référence
- (en) Cet article est partiellement ou en totalité issu de l’article de Wikipédia en anglais intitulé « Italian ship Alliance (A 5345) » (voir la liste des auteurs).